# Thomas Hanmer
Sir Thomas Hanmer, 4. baronet Hanmer, Sir Thomas Hanmer, 4th Baronet Hanmer of Hanmer (24. září 1677 – 7. května 1746) byl anglický politik, v letech 1714–1715 předseda Dolní sněmovny. Sňatkem pronikl mezi nejvyšší šlechtu a byl nevlastním otcem 2. vévody z Graftonu. Proslul jako mecenáš umění a tiskem vydal Shakespearovy divadelní hry.

## Životopis
Pocházel ze starobylého šlechtického rodu z Walesu připomínaného od 14. století, několik členů zasedalo v Dolní sněmovně. Narodil se na rodovém sídle Bettisfield Park ve Walesu jako syn Williama Hanmera (1648-1678), po matce byl spřízněn s rodem Northů. Studoval ve Westminsteru, pak se zapsal na oxfordskou univerzitu, vzdělání nakonec absolvoval v Cambridge. Na přelomu 17. a 18. století zdědil majetek po několika příbuzných ve Walesu a v hrabství Suffolk, titul baroneta zdědil po strýci Johnu Hanmerovi (1633-1701), který byl generálem a politikem v Irsku. Svůj vliv posílil v roce 1698 sňatkem s Isabellou Fitzroy, rozenou Bennetovou (1667-1722), vdovou po 1. vévodovi z Graftonu.
V letech 1701-1727 byl členem Dolní sněmovny za stranu toryů, od února 1714 do ledna 1715 byl jejím předsedou, do funkce byl zvolen jednomyslně. Během této doby došlo ke změně na trůnu a Hanmer podpořil nástup hannoverské dynastie. Po rozpuštění parlamentu králem Jiřím I. znovu na post předsedy nekandidoval. Po roce 1715 nějakou dobu ještě zůstal aktivním řečníkem na půdě parlamentu, postupně se ale stahoval do soukromí a věnoval se svým zájmům. Proslul svým působením v charitě, finančně podpořil vznik nemocnice Foundling Hospital a ve svém rodišti nechal postavit dům pro chudé. Dlouhodobě se věnoval studiu Shakespearova díla a jeho divadelní hry vydal tiskem na vlastní náklady v Oxfordu. Tato edice pořízená na základě Hanmerova vlastního výběru byla později podrobena kritice.

## Manželství a potomstvo
V roce 1698 se oženil s Isabellou Bennet (1667-1722), dcerou ministra hraběte Arlingtona a vdovou po vévodovi z Graftonu, nemanželském synovi Karla II. Po ovdovění se podruhé oženil v roce 1725 s Elizabeth Folkes (1687-1741), který byla o deset let mladší. Manžela za skandálních okolností opustila a měla nemanželské dítě se svým bratrancem Thomasem Herveyem.
Z prvního manželství pocházel syn Thomas Hanmer (1702-1737), který byl též poslancem Dolní sněmovny, ale zemřel předčasně a bez dalšího potomstva. Titul baroneta byl později obnoven pro další rodovou větev, zámek Bettisfield Park zůstal majetkem rodiny do 20. století.